# Scanorhynchus
Scanorhynchus är ett släkte av plattmaskar. Scanorhynchus ingår i familjen Polycystididae.
Kladogram enligt Catalogue of Life och Dyntaxa:
| Scanorhynchus | \| \| Scanorhynchus forcipatus \| \| \| \| \| \| Scanorhynchus limophilus \| \| \| \| |
|               | \| \| Scanorhynchus forcipatus \| \| \| \| \| \| Scanorhynchus limophilus \| \| \| \| |
|               | Scanorhynchus forcipatus                                                              |
|               |                                                                                       |
|               | Scanorhynchus limophilus                                                              |
|               |                                                                                       |